# Kuhmilchallergie

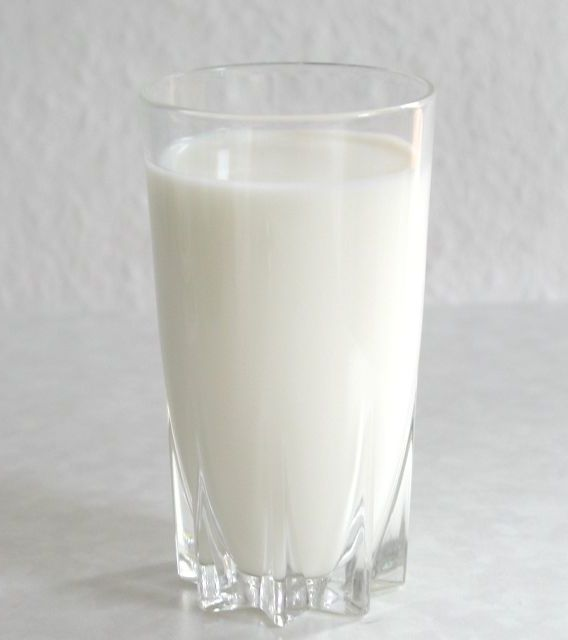
Ein Glas Kuhmilch

Allergische Reaktion vom Typ I

Kuhmilchallergie, auch Kuhmilchproteinallergie, ist eine Nahrungsmittelallergie vom Typ I (Soforttyp). Kuhmilch ist in Mitteleuropa aufgrund der hiesigen Ernährungsgewohnheiten in der Regel das erste Fremdprotein, mit dem ein Säugling in Form der Säuglingsmilchnahrung in Kontakt kommt. Die Sensibilisierung findet meist über den oralen Weg mit der Ernährung statt.
Die Erkrankung wird häufig mit einer Laktoseintoleranz verwechselt. Beide Erkrankungen ähneln sich in vielen Symptomen, haben jedoch gänzlich verschiedene Ursachen.

## Häufigkeit/Inzidenz
Die Häufigkeit einer Kuhmilchproteinallergie liegt im Säuglings- und Kleinkindesalter bei ca. 2 bis 3 % der Bevölkerung. Sie manifestiert sich meist in den ersten Lebensmonaten, häufig nach dem Abstillen des Säuglings mit der Einführung der Säuglingsmilchnahrung oder mit Einführung von Milch im Rahmen der Beikost.
In seltenen Fällen entwickeln auch voll gestillte Kinder eine Kuhmilchallergie, da Kuhmilchallergene aus der mütterlichen Ernährung in die Muttermilch übertreten und den Säugling auf diesem Weg sensibilisieren können.

## Prognose
Die Prognose ist günstig, etwa 75 % der betroffenen Kinder weisen mit zwei Jahren und 90 % bis zum Schulalter eine Toleranzentwicklung auf. Erwachsene sind seltener von einer Kuhmilchproteinallergie betroffen.

## Ursachen
Bei einer Allergie stuft das kindliche Immunsystem das Milchprotein als „fremd“ bzw. „gefährlich“ ein. Bei Kontakt mit dem vermeintlichen Fremdstoff (= Allergen) wird eine immunologisch vermittelte Überreaktion des Abwehrsystems ausgelöst, die zu Symptomen einer Allergie führt. In der Milch sind 25 verschiedene Proteine enthalten, die als Allergen fungieren können, wobei vor allem verschiedene Caseine, β-Laktoglobulin (β-LG) und α-Lactalbumin allergische Reaktionen auslösen. Seltener treten schwere Herz-Kreislauf-Beschwerden auf, die mit lebensgefährlichen Asthmaanfällen und Anaphylaxie einhergehen können. Dabei werden unter einer Kuhmilchallergie alle immunologischen Mechanismen zusammengefasst, die über IgE-vermittelte Reaktionen (IgE-Kuhmilch-/Kuhmilchproteinallergie) und andere Immunglobuline (non-IgE-Kuhmilch-/Kuhmilchproteinallergie), in seltenen Fällen T-Lymphozyten, ablaufen.
Allergische Reaktionen können verschiedene Organe betreffen. Dazu gehören die Haut, der Magen-Darm-Trakt sowie die Atemwege.
Einer neuen Vermutung zufolge könnten Störungen des Mikrobioms im Darm die Kuhmilchallergie verursachen oder fördern.

## Allergene Bestandteile des Kuhmilchproteins
Kuhmilchprotein ist eine Mischung aus verschiedenen Proteinfraktionen. Dazu gehören u. a.
- Kasein
- β-Laktoglobulin
- α-Laktalbumin
- Rinder-Serum-Albumine
- Laktoferrin
- Immunglobuline.

Jede einzelne Fraktion kann potentiell allergen wirken, wobei die meisten Allergien durch Kasein, β-Laktoglobulin und α-Laktalbumin und seltener durch die anderen Proteinstrukturen ausgelöst werden. Kuhmilch ist mit der Milch anderer Tierarten eng verwandt und aufgrund ähnlicher Proteinstrukturen reagieren die meisten Betroffenen mit einer Kuhmilchallergie auch auf Ziegen-, Schaf- und Stutenmilch. Diese sind daher nicht für die Ernährung von Kindern mit einer Kuhmilchallergie geeignet.

## Allergieformen
Hinsichtlich der Reaktionszeit unterscheidet man sogenannte Sofort-Typ-Allergien bzw. Allergien vom Spät-Typ.
Sofort-Typ-I-Allergien sind dadurch gekennzeichnet, dass die Symptome sofort oder innerhalb von zwei Stunden nach Allergenkontakt auftreten.
Neben Sofortreaktionen treten bei etwa 50 % der betroffenen Kinder deutlich verzögerte Reaktionen (Spätreaktionen) auf. Bei den Spätreaktionen treten Beschwerden erst bis zu 48 Stunden nach Aufnahme des Allergens auf. Sehr selten kommt es zum Ausbrechen der betreffenden Beschwerden nach Ablauf einer Woche.
Sofortreaktionen sind meist durch sogenannte IgE-Antikörper (Immunglobulin E) vermittelte allergische Reaktionen. Bei Kontakt mit dem Allergen bildet der Organismus spezifische Proteine (Immunglobuline), deren Aufgabe darin besteht, Fremdstoffe zu erkennen, um diese zu binden und zu bekämpfen. Bei allergischen Reaktionen gegen Nahrungsmittelallergene bildet der Körper spezifische IgE-Antikörper. Daraufhin werden Entzündungsbotenstoffe freigesetzt, welche Entzündungsreaktionen auslösen, die sich in Form allergischer Reaktionen an verschiedenen Organsystemen, wie z. B. Haut, Magen-Darm-Trakt, und Atemwege manifestieren.
Die Erfassung des Gesamt IgE und der spezifischen IgE-Antikörper im Blut ist ein wichtiger Bestandteil der Allergiediagnostik.
Allergien vom Spättyp kommen unter den allergischen Reaktionen eine Sonderstellung zu. Diese Allergien werden in der Regel nicht durch Antikörper, sondern durch andere zelluläre Immunmechanismen vermittelt. Daher sind im Blut keine IgE-Antikörper nachweisbar. Sie werden als non-IgE-vermittelte Allergien bezeichnet und sind nur mittels einer milchfreien Auslassdiät mit anschließender Provokation nachweisbar.
Bluttests sind bei dieser Form in der Regel negativ und auch mittels Hautprick-Tests werden diese Spätreaktionen nicht erfasst. Der Atopy Patch Test, der erst nach 48 Stunden abgelesen wird, ist für die Praxis nicht mehr empfohlen.
Insgesamt werden unter einer Kuhmilchallergie alle immunologischen Mechanismen zusammengefasst, die über IgE-vermittelte Reaktionen (IgE-Kuhmilch-/Kuhmilchproteinallergie) sowie andere zelluläre Immunmechanismen, wie bei den non-IgE-vermittelten Allergien (non-IgE-Kuhmilch-/Kuhmilchproteinallergie) ablaufen.

## Symptome
Beschwerdebild, Ausmaß und Schweregrad der Symptome können sehr vielfältig sein. Betroffen sind in der Regel die Haut, der Verdauungstrakt, der Atemtrakt und in akuten Fällen das Herz-Kreislauf-System. Beschwerden können einzeln auftreten, häufig liegen aber kombinierte Beschwerdeformen vor.
Die Beschwerden können mild bis heftig sein. Die schwerste Form der allergischen Reaktion ist der anaphylaktische Schock. Dabei kommt es binnen Sekunden und Minuten zu lebensbedrohlichen Beschwerden, die ein sofortiges Eingreifen erforderlich machen.
Die meisten Allergien sind jedoch nicht lebensgefährlich oder lebensverkürzend, aber sie schränken die Lebensqualität sowie das Befinden der Betroffenen deutlich ein.
Zu den führenden Hautbeschwerden zählen:
- Urtikaria (Nesselsucht)
- Erythem (Hautrötung)
- Juckreiz
- Ekzembildung, Ekzemverschlechterung nach Allergenkontakt

Charakteristische Magen-Darm-Beschwerden sind:
- Übelkeit
- Erbrechen
- Bauchschmerzen
- Orale und periorale Schwellung
- Wiederkehrende Durchfälle mit Zeichen einer Malabsorption
- Enteropathien
- Blutig-schleimiger Stuhlgang als Hinweis auf eine allergische Kolitis
- Vermehrtes Spucken
- Nahrungsmittelverweigerung
- Gedeihstörungen
- Koliken
- Obstipation
- Gastroösophagealer Reflux
- Eosinophile Ösophagitis

Mögliche Atemwegsbeschwerden sind:
- Bronchiale Obstruktion
- Larynxödem (Kehlkopfschwellung)
- Allergische Rhinitis
- Asthma bronchiale

Unspezifische Symptome:
- Untröstliches Schreien
- Müdigkeit/Abgeschlagenheit
- Unruhe

Systemische Reaktionen:
- Herz-Kreislauf-Probleme
- Atemprobleme
- Anaphylaxie

## Abgrenzung zu Milchzuckerintoleranz (Laktoseintoleranz)
Aufgrund ähnlicher Beschwerden (Bauchschmerzen, Blähungen, Durchfall, Völlegefühl) wird die Kuhmilchallergie häufig mit einer Laktoseintoleranz (=Milchzuckerunverträglichkeit) verwechselt. Beide Erkrankungen können ähnliche Beschwerden verursachen, haben jedoch verschiedene Ursachen und erfordern demzufolge verschiedene diätetische Behandlungsformen.

## Diagnose
Jeder Verdacht auf eine Kuhmilchallergie sollte von einem Kinderarzt überprüft werden. Um eine optimale Nährstoffzufuhr nicht zu gefährden bzw. die Nahrungsmittelauswahl nicht unnötig einzuschränken, sollte die Ernährung nicht auf bloßen Verdacht hin umgestellt werden. Für einen sicheren Befund sind verschiedene Untersuchungen erforderlich. Dazu gehören:
1. Ausführliches Gespräch (Anamnese)
Darin geht es um die bisherige Entwicklung des Kindes, die Ernährungsweise, familiäre Allergiedisposition. Sind Familienmitglieder (Eltern, Geschwister) von einer allergischen Erkrankung, wie z. B. Neurodermitis, Asthma oder Heuschnupfen betroffen, ist das Allergierisiko des Kindes erhöht.
2. Ernährungstagebuch
Darin notieren Eltern, über 5–7 Tage alle verzehrten Lebensmittel und Getränke sowie Art, Ausmaß und Zeitpunkt der beobachteten Beschwerden. Anhand dieser Aufzeichnungen können verdächtige Auslöser weiter eingegrenzt werden.
3. Hauttest, z. B. Pricktest.
Dabei wird die Haut mit einer kleinen Lanzette angeritzt und das Allergen wird so in die Haut eingebracht und eine Reaktion in Form von roten Quaddeln beobachtet. Diese Ergebnisse liefern erste Hinweise, die durch weitere Untersuchungen abgesichert werden müssen.
4. Bluttests, z. B. ein RAST-Test.
Dabei wird der Gesamt IgE Wert und das Vorliegen von spezifischen IgE Antikörpern im Blut bestimmt. Ob es sich bei positiven Werten um eine klinische relevante Allergie handelt, wird durch eine milchfreie Eliminationsdiät mit anschließender Provokation bestätigt. Diese Ergebnisse helfen verdächtige Auslöser einzugrenzen, jedoch ist immer das Vorliegen non-IgE-vermittelter Allergien zu berücksichtigen, die auf einem anderen zellulären Mechanismus basieren. Daher sind zur weiteren Abklärung weitere Untersuchungen angezeigt. Die Bestimmung des IgG hat keinerlei diagnostischen Aussagewert und ist zur Abklärung eines Verdachts nicht relevant.
5. Milchfreie Eliminationsdiät mit anschließender Provokation
Auf der Basis der oben genannten Voruntersuchungen erlaubt die milchfreie Auslassdiät eine sichere Abklärung des Verdachts auf Kuhmilchallergie. Grundlage dieses Untersuchungsbausteins ist das gezielte und strikte Meiden des verdächtigen Auslösers, um festzustellen, wie sich die Beschwerden während der probeweisen Nahrungsumstellung verändern. Stillende Mütter ernähren sich zu diesem Zweck für bis zu zwei Wochen komplett ohne Milch und Milchprodukte. Nicht gestillte Kinder erhalten anstelle der herkömmlichen Säuglingsnahrung eine milchfreie non-allergene Spezialnahrung. Der Arzt entscheidet, welche Nahrung für das Kind am besten geeignet ist und legt die Ernährungsweise für jedes Kind einzeln fest. Die Eltern notieren jegliche Reaktion oder Veränderung ihres Kindes während der Nahrungsumstellung in einem Tagebuch. Bessern sich die Beschwerden oder verschwinden auch ganz, ist eine Kuhmilchallergie wahrscheinlich.

Für eine sichere Bewertung sollte anschließend immer eine orale Provokation erfolgen. Dazu werden wieder kleine Mengen an Milch wieder in die Diät der Mutter eingeführt bzw. kleine Mengen der ursprünglichen Kuhmilchformula erneut unter ärztlicher Aufsicht gefüttert. Treten dabei die bekannten Beschwerden wieder auf, gilt der Verdacht als gesichert und die milchfreie Ernährung wird nach Einschätzung des Arztes für die nächsten 6–18 Monate konsequent fortgesetzt. Bei schweren Reaktionen in der Vergangenheit, kann auf die erneute Belastung mit dem Allergen verzichtet werden, um unnötige Belastungen des Kindes zu vermeiden. Über die genaue Vorgehensweise entscheidet der behandelnde Arzt. Da man nicht mit Sicherheit einschätzen kann, mit welchen Reaktionen bei erneutem Allergenkontakt zu rechnen ist, sollte die Provokation immer unter ärztlicher Aufsicht erfolgen. Je nach bisherigem Ausmaß und Schweregrad der aufgetretenen Beschwerden kann die Provokation ambulant in der Kinderarztpraxis durchgeführt werden. Bei hohem Anaphylaxierisiko ist eine Testung unter stationärer Aufsicht angezeigt. Die genaue Vorgehensweise legt der behandelnde Kinderarzt fest.
Wenn sich die Symptome während der Eliminationsdiät nicht bessern, ist eine Kuhmilchallergie unwahrscheinlich. Hier erfolgt eine weiterführende Diagnose. Bei Bedarf erfolgt die Überweisung zu einem Spezialisten.

## Therapie
Die wesentliche Grundlage der Behandlung ist eine konsequente Nahrungsumstellung. Für eine beschwerdefreie Entwicklung ist eine Ernährung ganz ohne Milch und Milchprodukte erforderlich. Zur Therapie einer Kuhmilchallergie stehen verschiedene Verfahren zur Auswahl. Das am meisten angewandte ist die Hyposensibilisierung. Hierbei wird dem Patienten in stetig steigenden Dosen Milch verabreicht. Bei schweren Fällen einer Kuhmilchallergie wird diese entweder in einer Lösung (Beginnend mit einem Mischungsverhältnis 1:100 später 1:10) oder tröpfchenweise gegeben. Gesteigert wird die Dosierung der verabreichten Milch, bis die Menge von 250 ml erreicht ist. Auch nach der erfolgten Hyposensibilisierung sollten die Patienten täglich Milch zu sich nehmen, da sonst der Gewöhnungseffekt wieder verloren gehen kann. Falls die eben beschriebene Maßnahme keine Wirkung zeigt, ist nur das strikte Vermeiden der auslösenden Stoffe möglich.

## Stillen bei vorliegender Kuhmilchallergie
Auch Kinder mit Kuhmilchallergie können gestillt werden, sofern sich die Mutter milchfrei ernährt. Da Allergene aus der mütterlichen Ernährung in der Muttermilch wiederzufinden sind, ist eine konsequente Nahrungsumstellung erforderlich.

## Spezialnahrungen zur Ernährung bei Kuhmilchallergie im Säuglings- und Kleinkindalter
Milch und Milchprodukte sind wertvolle Nährstofflieferanten in der Säuglings- und Kleinkindernährung und leisten einen wesentlichen Beitrag zur bedarfsgerechten Versorgung. Kinder mit einer Kuhmilchallergie benötigen für eine ausreichende Versorgung eine dem Alter entsprechend vollwertige und sichere Ersatznahrung. Zu diesem Zweck gibt es speziell zusammengesetzte Spezialnahrungen. Dabei unterscheidet man zwei Grundtypen: Dazu gehören die sog. extensiven Hydrolysate (eHF) und die Nahrungen, die auf non-allergenen Aminosäurebausteinen (AA) basieren.
Die Abkürzung „eHF“ steht für „extensiv hydrolysiert“. Das bedeutet, dass der Proteinanteil weitestgehend in kleinste Stücke vorgespalten wurde. Durch diese Maßnahme werden die allergenen Eigenschaften der Proteine weitestgehend reduziert. eHF-Spezialnahrungen werden von vielen Kindern gut vertragen. Allerdings enthalten sie noch Restallergene, welche bei einigen Kindern immer noch Beschwerden auslösen können (z. B. bei Kindern mit nicht IgE-vermittelten Allergieformen). Bei den non-allergenen Nahrungen (AA) sind Proteine in Form von Aminosäuren enthalten. Aminosäuren sind die kleinsten Bausteine eines Proteins. Da sie frei sind von jeglichen Bestandteilen der Kuhmilch, gelten sie als non-allergen. Folglich lösen AA-Nahrungen keine allergischen Reaktionen aus und sorgen für einen sicheren Befund und eine hohe Therapiesicherheit. Werden Kinder nach Umstellung auf eine eHF-Nahrung nicht vollständig beschwerdefrei, kann in Rücksprache mit dem Arzt die Umstellung auf eine Aminosäure-basierte Nahrung angezeigt sein. Speziell bei Kindern mit nicht IgE-vermittlelter Erkrankung am Gastrointestinaltrakt ist eine ausschließliche Ernährung mit aminosäurebasierter Säuglingsnahrung (AAF) erwiesenermaßen effektiver als eine Eliminationsdiät mit extenisvem Hydrolysat, da nur durch eine AAF eine vollständige Allergenelimination gewährleistet ist. Der Arzt entscheidet, welche Nahrung für das jeweilige Kind am besten geeignet ist.

## Alternative Nahrungen

### Sojadrink
Sojabasierte Säuglingsnahrungen, Sojadrink und Sojaprodukte sind allergologisch bedenklich. Des Weiteren haben sie einen hohen Gehalt an Isoflavonen. Dabei handelt es sich um pflanzliche Stoffe mit hormonähnlicher Wirkung. Da die Wirkung dieser Substanzen auf den Stoffwechsel eines Säuglings noch nicht abschließend geklärt werden konnte, kommt das Bundesinstitut für Risikobewertung (BfR) zu dem Schluss: „Säuglingsanfangsnahrung und Folgenahrung aus Sojaeiweiß soll nur gegeben werden, wenn medizinische Gründe vorliegen, und auch dann nur unter ärztlicher Aufsicht.“ Deswegen sind Soja-basierte Säuglingsnahrungen oder -Produkte weder zur Vorbeugung noch zur Behandlung von Säuglingen mit einer Kuhmilchallergie geeignet.

### Milch von Ziege, Schaf, Stute usw.
Ziegen-, Schaf- oder Stutenmilch sind kein geeigneter Ersatz bei bestehender Kuhmilchallergie. In wissenschaftlichen Untersuchungen konnte nachgewiesen werden, dass die Kinder in der Regel auch auf diese Milcharten allergisch reagieren.

### Pflanzliche Alternativen: Reis-, Hafer- und Mandeldrink
Diese Produkte sind aufgrund der unzureichenden Nährwertzusammensetzung nicht als alleinigen Ersatz für Säuglinge und Kleinkinder geeignet. Sie sind in ihrer Zusammensetzung nicht ausreichend auf die Bedürfnisse von Säuglingen abgestimmt.
Sie können zum Ende des 1. Lebensjahres aus küchentechnischer Sicht ergänzend als ein Flüssigkeitsersatz in Rezepten z. B. beim Backen, verwendet werden.
Da Reisdrink aufgrund neuerer Untersuchungen anorganische Arsenverbindungen enthält, welche als gesundheitlich bedenklich eingestuft werden, sollte Reisdrink nur gelegentlich in Maßen im Rahmen einer ansonsten ausgewogenen Mischkost verzehrt werden.

### HA-Nahrungen
Die Abkürzung „HA“ steht für hypoallergen. Die Bezeichnung beruht darauf, dass das Eiweiß in kleinere Bruchstücke vorgespalten wurde. In kleineren Teilstücken vorliegend löst das Eiweiß weniger häufig Allergien aus.
Daher werden HA-Nahrungen vorbeugend für nicht-gestillte Säuglinge mit familiär bedingten erhöhtem Allergierisiko empfohlen. Ihre Aufgabe besteht darin, die Entstehung einer Allergie zu vermeiden.
Aber HA-Nahrungen eignen sich nicht zur Behandlung einer bereits vorliegenden Allergie, denn die enthaltenen Eiweißbestandteile wirken allergen. Sie sind für betroffene Kinder nicht ausreichend sicher.

## Alternative Behandlungsmethoden
Auf der Basis der bisher verfügbaren Daten ist die Auslassdiät derzeit die beste Behandlungsmöglichkeit für Kinder mit Nahrungsmittelallergien. D. h. bei Kuhmilchallergie ist die Umstellung auf eine milchfreie Ernährung nach wie vor die erste Therapieoption.
Für alternative Behandlungsformen fehlen wissenschaftlich belegte Wirksamkeitsnachweise.

## Orale Provokation zur regelmäßigen Überprüfung der Aktualität der Diagnose
Im Sinne der Lebensqualität sollten Ernährungseinschränkungen nur so lange wie notwendig eingehalten werden. Angesichts der guten Prognose sollte die Aktualität der Diagnose in regelmäßigen Abständen überprüft werden. Den genauen Zeitraum legt der Kinderarzt fest.
Grundsätzlich sollte die Provokation immer unter ärztlicher Anleitung erfolgen. Bei deutlichen Beschwerden, insbesondere wenn zuvor schockähnliche Beschwerden aufgetreten sind, sollte die Provokation im Krankenhaus durchgeführt werden. Bei milderen Symptomen kann die Provokation in der Kinderarztpraxis durchgeführt werden. In Einzelfällen kann die Testung auch in Rücksprache mit dem Arzt zuhause erfolgen. Die genaue Vorgehensweise erfolgt immer nach Vorgabe des Arztes.
Für eine sichere Beurteilung verwendet man bei der Testung je nach Alter eine herkömmliche Säuglingsnahrung oder normale Kuhmilch. Beginnend mit kleinsten Mengen werden die Portionen schrittweise in regelmäßigen Abständen (alle 20 Minuten gesteigert) gesteigert bis eine volle Trinkportion (ca. 150 ml) erreicht wurde. Währenddessen wird das Kind sorgfältig beobachtet. Um unnötige Belastungen zu vermeiden, wird die Provokation abgebrochen, sobald deutliche Beschwerden auftreten. Werden alle Portionen gut vertragen, wird die Testung fortgesetzt.
Wegen möglicher Spätreaktionen sollte das Kind immer nachbeobachtet werden.
Zur weiteren Absicherung wird am nächsten Tag, sofern alle Portionen gut vertragen wurden, nochmal die volle Menge (ca. 150 ml) als Einzelgabe gegeben. Nicht selten zeigen sich in der Praxis erst jetzt allergische Reaktionen. Deswegen ist die zweite Gabe für eine sichere Diagnose unerlässlich.
Die Praxis zeigt, dass Milch und Milchprodukte, auch nachdem die Allergie nachweislich verschwunden ist, häufig nur zaghaft in die Kost eingeführt werden, weil sich Eltern noch unsicher fühlen und die Kinder sich erst an die neuen Nahrungsmittel gewöhnen müssen. Aber zur Unterstützung der vorhandenen Toleranz und im Sinne einer optimierten Mischkost sollten Milch und Milchprodukte regelmäßig in kindgerechten Mengen verzehrt werden.